# Cut (雑誌)
『Cut』（カット）は、1989年に創刊されたカルチャー誌である。ロッキング・オン社発行。毎月19日発売。 

## 概要
隔月刊誌として1989年12月に創刊。創刊号（1990年1月号）の表紙はエディ・マーフィ。1998年5月号から月刊誌となる。
邦画・洋画をはじめ、音楽・アニメ・マンガ・アイドル・俳優・声優などに幅広くアプローチする。
ビデオリサーチ社の調査（ACR/ex2018）によると、読者の6割以上が女性である。
2018年3月号で誌名ロゴ「Cut」を「CUT」（背表紙タイトルは創刊時から「CUT」）にリニューアルする。
姉妹誌として、1994年創刊のカルチャー誌『H』（2008年12月号以降は『CUT』増刊として不定期刊行）がある。

## スタッフ

### 編集長
- 渋谷陽一 - 初代、4代、8代

- 佐藤健 - 2代

- 宮嵜広司 - 3代

- 古河晋 - 5代、7代

- 内田亮 - 6代

### アート・ディレクション／デザイン
- 清水正己 - アート・ディレクション

- 中島英樹 - アート・ディレクション＆デザイン

- 田中力弥（ロッキング・オン） - アート・ディレクション＆デザイン

- 関万葉（201） - アート・ディレクション＆デザイン

## 連載企画

### 連載中
- 今月のバズマン。～BUZZ OF THE MONTH～

- 菅田将暉と仲野太賀の『夢で逢えたら』

- 三池崇史のゲバチューPart2（現場の中心で、愛を叫ぶPart2）

- 映画コラム『小さなスクリーンの中で生きていたい』山田ルキ子

### 連載終了
- 今月の裏表紙

- 大友啓史のA ROLLING STONE GATHERＳ NO MOSS!! 転がる石に苔は生えねぇ！

- 岡田将生「ジグソーパズルの日々」

- 宮崎あおいの日々のあわ

- タナダユキ「パンとみそ汁」

- 浅野にいお「おざなり君」

- タムくんの人生相談「きみのこと、ぼくのこと」

- 『真夜中の弥次さん喜多さん』通信

- 島袋道浩：この星で遊ぶ

- 松尾スズキ「監督ちゃん―『恋の門』制作日記」

- 妻夫木聡「When the Movie is Over」

- 吉本ばなな連載小説『ひな菊の人生』（イラスト＝奈良美智）

- 小田島久恵「（秘）占星術」

- バーキンに聞け！（ジェーン・バーキン）

- 映画の「科学と学習」（小西未来）

- 三池崇史「『殺し屋1』日記」

- 大場正明「映画の境界線」

- 山形浩生「今月の一冊」

- ベベ・ビュエル「リヴママに聞け!!」

- 山田詠美のTWO OF US

- 吉本隆明「消費のなかの芸」

## 重版号
以下の号は大きな話題となり、発売月に重版が決定した。 
- 2015年8月号（通巻358号）μ'sが描き下ろしの表紙を飾り、「音楽がアニメの夢を叶えた『ラブライブ!』全32P大特集!」と題し、『ラブライブ!The School Idol Movie』を特集した[2][3]。

- 2019年1月号（通巻403号）表紙巻頭は関ジャニ∞。「関ジャニ∞6人それぞれの今」と題し、メンバー全員の個別インタビューが掲載された[4][5]。

- 2019年10月号（通巻413号）表紙巻頭はまふまふ。「まふまふとは誰なのか？　新たなるシーンの革命者、そのすべてに迫る3.5万字インタビュー」と題し、全34Pに渡って2本の超ロングインタビューと撮り下ろしフォトが掲載された[6][7]。

## 書籍
『H』関連書籍も含む。

### 単行本
- 黒澤明,宮崎駿,北野武「黒澤明、宮崎駿、北野武―日本の三人の演出家」（1993年、ロッキング・オン）ISBN 978-4947599261

- ジェイミー・バーナード,島田陽子「タランティーノ・バイ・タランティーノ」（1995年、ロッキング・オン）ISBN 978-4947599360

- 吉本隆明「消費のなかの芸―ベストセラーを読む」（1996年、ロッキング・オン）ISBN 978-4947599407

- HIROMIX「girls blue」（1996年、ロッキング・オン）ISBN 978-4947599445

- 緒川たまき,クリストファー・ドイル「1997」（1996年、ロッキング・オン）ISBN 978-4947599452

- 吉本隆明,吉本ばなな「吉本隆明×吉本ばなな」（1997年、ロッキング・オン）ISBN 978-4947599483
- 吉川ひなの「1979年生まれ」（1997年、ロッキング・オン）ISBN 978-4947599490

- リタ・アッカーマン「Rita Ackermann works 1996-1993」（1997年、ロッキング・オン）ISBN 978-4947599544

- HIROMIX「光」（1997年、ロッキング・オン）ISBN 978-4947599506

- エレン・フライス「エレン―フレンチ・フォトグラフィ」（1997年、ロッキング・オン）ISBN 978-4947599520
- ホンマタカシ「ウラH ホンマカメラ―大爆発号」（1998年、ロッキング・オン）ISBN 494-7599553
- エディターズ・オブ・US,内瀬戸久司「ウィノナ」（1998年、ロッキング・オン）ISBN 978-4947599568

- エディターズ・オブ・US,島田陽子「ブラッド・ピット」（1998年、ロッキング・オン）ISBN 978-4947599582

- ハーモニー・コリン,山形浩生,渡辺佐智江「クラックアップ」（1998年、ロッキング・オン）ISBN 978-4947599605

- 緒川たまき「緒川たまきのまたたび紀行―ブルガリア篇」（1998年、ロッキング・オン）ISBN 978-4947599599

- 中島英樹「REVIVAL」（1999年、ロッキング・オン）ISBN 978-4947599681

- 松本人志「松本坊主」（1999年、ロッキング・オン）ISBN 978-4947599629
- 吉本ばなな「ハードボイルド／ハードラック」（1999年、ロッキング・オン）ISBN 978-4947599674

- バイロン・コーリー,リタ・アッカーマン「REVELATIONS」（1999年、ロッキング・オン）ISBN 978-4947599711

- ハンター・S. トンプソン,ラルフ・ステッドマン,山形浩生「ラスベガス・71」（1999年、ロッキング・オン）ISBN 978-4947599728

- マリオン・スタランス,レオス・カラックス,掘越謙三,斎藤敦子「POLA X」（1999年、ロッキング・オン）ISBN 978-4947599759
- ホンマタカシ「コミックH マンガカメラ」（1999年、ロッキング・オン）ISBN 978-4947599773

- HIROMIX「HIROMIX WORKS」（2000年、ロッキング・オン）ISBN 978-4947599797
- 吉本ばなな,奈良美智「ひな菊の人生」（2000年、ロッキング・オン）ISBN 978-4947599841

- 中谷美紀,田島一成「NAKATANI」（2001年、ロッキング・オン）ISBN 978-4947599865

- 高山なおみ「帰ってから、お腹がすいてもいいようにと思ったのだ。」（2001年、ロッキング・オン）ISBN 978-4947599926

- 半沢克夫「HALF MOON」（2001年、ロッキング・オン）ISBN 978-4947599957

- ホンマタカシ「ニュートーキョースタンダード」（2001年、ロッキング・オン）ISBN 9784947599971

- 松本人志 「松本裁判」（2002年、ロッキング・オン）ISBN 978-4860520021

- 宮崎駿「風の帰る場所―ナウシカから千尋までの軌跡」（2002年、ロッキング・オン）ISBN 978-4860520076

- HIROMIX「HIROMIX 01」（2002年、ロッキング・オン）ISBN 978-4947599995

- よしもとばなな,奈良美智「アルゼンチンババア」（2002年、ロッキング・オン）ISBN 978-4860520120

- 安野モヨコ「ロンパースルーム」（2003年、ロッキング・オン）ISBN 978-4860520229

- 山口智子「手紙の行方 チリ」（2003年、ロッキング・オン）ISBN 978-4860520175

- 松本人志「定本『一人ごっつ』」（2003年、ロッキング・オン）ISBN 978-4860520243

- ヴィンセント・ギャロ「ブラウン・バニー」（2003年、ロッキング・オン）ISBN 978-4860520304

- 黒田光一, 永瀬正敏「私立探偵 濱マイク」（2003年、ロッキング・オン）ISBN 978-4860520144

- 中谷美紀,高柳悟「光」（2003年、ロッキング・オン）ISBN 978-4860520298

- 半沢克夫「Son Of The Sun」（2003年、ロッキング・オン）ISBN 978-4860520274

- 奈良美智「ちいさな星通信」（2004年、ロッキング・オン）ISBN 978-4860520342

- 田辺あゆみ,藤代冥砂「もう、家に帰ろう」（2004年、ロッキング・オン）ISBN 978-4860520359

- 山口智子「反省文 ハワイ」（2004年、ロッキング・オン）ISBN 978-4860520403

- よしもとばなな「海のふた」（2004年、ロッキング・オン）ISBN 978-4860520373
- 妻夫木聡,安藤政信「KEN&ADAMA -69 sixty nine-」（2004年、ロッキング・オン）ISBN 978-4860520380

- 松尾スズキ「監督ちゃん―『恋の門』制作日記」（2004年）ISBN 978-4860520410

- 蒼井優,高橋ヨーコ「トラベル・サンド」（2005年、ロッキング・オン）ISBN 978-4860520540
- 「真夜中の弥次さん喜多さん大吉本！」（2005年、ロッキング・オン）ISBN 978-4860520519
- 森山未來「ぼくのSchool Daze Diary」（2005年、ロッキング・オン）ISBN 978-4860520564

- 中島英樹「CLEAR in the FOG」（2006年、ロッキング・オン）ISBN 978-4860520618

- 小栗旬, 藤原江理奈「小栗ノート」（2006年、ロッキング・オン）ISBN 978-4860520632

- 木村カエラ,森本美絵,アミタマリ「Cheeky」（2007年、ロッキング・オン）ISBN 978-4860520649

- よしもとばなな「チエちゃんと私」（2007年、ロッキング・オン）ISBN 978-4860520625

- 蒼井優,高橋ヨーコ「ダンデライオン」（2007年、ロッキング・オン）ISBN 978-4860520694

- 「うぬぼれ刑事 公式本」（2010年、ロッキング・オン）ISBN 978-4860520915

- 田辺あゆみ,藤代冥砂「もう、家に帰ろう 2」（2011年、ロッキング・オン）ISBN 978-4-860520960

- 浅野にいお「おざなり君」（2012年、ロッキング・オン）ISBN 978-4860521097

- カンバラクニエ「すりばち眼鏡」（2012年、ロッキング・オン）ISBN 978-4860521059

- 鈴木敏夫「風に吹かれて」（2013年、中央公論新社）ISBN 978-4120045295

- 宮崎駿「続・風の帰る場所―映画監督・宮崎駿はいかに始まり、いかに幕を引いたのか」（2013年、ロッキング・オン）ISBN 978-4860521172